# James Ira Thomas Jones
James Ira Thomas « Taffy » Jones (18 avril 1896 - 30 août 1960) est un as de l'aviation britannique de la Première Guerre mondiale. Jones est né le 18 avril 1896 à Woolstone Farm, près de St Clears, Carmarthenshire. En 1913, il s'engage dans la Territorial Army, mais il a rapidement été transféré dans le Royal Flying Corps nouvellement créé, servant comme mécanicien au sol (il obtient la Military Medal) avant de se porter volontaire pour des missions de vol en tant qu'observateur. Jones commence sa formation de pilote en août 1917, puis rejoint le No. 74 Squadron.
Tout au long de son service au sein du No. 74 Squadron, Jones reçoit plusieurs décorations : la Military Cross, la Distinguished Flying Cross et le Distinguished Service Order. Bien qu'il ait acquis au fil de la guerre une réputation pour ses atterrissages manqués, Jones enregistre 37 victoires en seulement 3 mois aux commandes d'un Royal Aircraft Factory S.E.5 pendant la Première Guerre mondiale. Après avoir pris sa retraite en 1936, il reprend du service après le début de la Seconde Guerre mondiale et effectue quelques missions pendant la bataille d'Angleterre. Après avoir pris sa retraite à la fin de la Seconde Guerre mondiale, Jones vit au Pays de Galles où il se consacre à l'écriture de trois livres ayant trait à son parcours. Il est décède en 1960 après une chute à son domicile au Pays de Galles, à l'âge de 64 ans.

## Biographie

### Origines
Jones naît le 18 avril 1896 à Woolstone Farm, près de St Clears, dans Carmarthenshire. Il est un enfant illégitime, un fait qu'il a dissimulé toute sa vie. Jones était bègue, un trait qu'il aurait acquis après avoir été roulé en bas d'une colline dans un tonneau quand il était enfant.

### Première Guerre Mondiale
En 1913, alors qu'il travaille comme employé de bureau, Jones s'engage dans le 4th Welsh de la Territorial Army. Jones est à Londres où il étudie la télégraphie sans fil et par câble lorsque la Première Guerre mondiale éclate. Avant d'être mobilisé, Jones rejoint le tout jeune Royal Flying Corps, et après sa formation, il intègre le No. 10 Squadron RAF en tant que mécanicien aérien de 1re classe dans la section radio. Jones est affecté en France en juillet 1915. En janvier 1916, il effectue des missions de combat en tant qu'observateur/tireur sur BE-2, et obtient son brevet d'observateur en octobre 1916. Jones reçoit la Médaille militaire en mai 1916, pour avoir sauvé deux artilleurs blessés sous le feu de l'artillerie alors qu'il travaillait dans une station d'interception radio sur la ligne de front. Il est également décoré de la Croix de Saint-Georges russe en janvier 1917, après avoir reçu plusieurs citations pour sa bravoure. En mai 1917, il est envoyé en Angleterre pour commencer sa formation de pilote et devient officier en août 1917. Après avoir terminé sa formation, Jones est affecté au No. 74 Squadron., où il se lie d'amitié avec le capitaine Edward Mannock. Entre le 8 mai et le 7 août 1918, un laps de temps exceptionnellement court, « Taffy » Jones enregistre les 37 victoires de sa carrière d'as. A la fin de la guerre, il a survécu en tout à 28 accidents de gravités variables, surtout des accidents à l’atterrissage.
Après l'armistice, il devient commandant du No. 74 Squadron jusqu'à sa dissolution en 1919.

#### Comportement au combat
« Taffy » Jones ne correspondait pas au « mythe » du pilote de la Première Guerre Mondiale, sorte de chevalier du ciel idéalisé, sur le modèle de Manfred von Richthofen. Il assumait son agressivité au combat, disant par exemple :
Mon habitude d'attaquer les Huns [Allemands] suspendus à leurs parachutes a donné lieu à de nombreuses discussions au mess. Certains officiers, du type Eton et Sandhurst (en), pensaient que c'était « antisportif » de le faire. N'ayant jamais été dans une public school, je n'étais pas gêné par de telles considérations de forme. J'ai simplement fait remarquer qu'une guerre était en cours et que j'avais l'intention de venger mes camarades.
La rapidité à laquelle il a enregistré ses victoires s'expliquent aussi par ses méthodes de combat audacieuses, comme celle qui lui a valu le Distinguished Service Order et la citation suivante :
[...] Il allie l'habileté tactique et l'adresse au tir à un grand courage. Alors qu'il était engagé dans une mission d'interception radio, il a suivi une patrouille de neuf biplans Fokker, et a réussi à rejoindre leur formation sans être repéré. Après un moment, deux Fokker quittèrent la formation pour attaquer un de nos ballons d'observation d'artillerie. Les suivant, le capitaine Jones a engagé le plus haut des deux, qui est tombé sur son compagnon, et les deux machines sont descendues en flammes. 

### Entre-deux-guerres
Après la fin des hostilités, Jones se porte volontaire pour combattre avec le mouvement blanc contre les bolcheviks dans la guerre civile russe et est affecté au front d'Arkhangelsk, mais n'y voit aucun combat aérien. En 1919, il est promu flying officer à titre permanent, puis flight lieutenant le 1er juillet 1924 et enfin chef d'escadron le 1er février 1935, avant de prendre sa retraite le 9 juillet 1936.

### Seconde Guerre mondiale
Les sources sont incertaines quant à l'implication de Jones pendant la Seconde Guerre mondiale. L'une de ses nécrologies cite une histoire datant de 1939, lorsque, à l'âge de 45 ans, Jones a essayé d'entrer dans la Royal Air Force au château de Windsor. Le roi George VI lui aurait alors dit : « Tu es trop vieux, Taffy. C'est un jeu pour les jeunes ».
Malgré son âge, Jones est rappelé en août 1939 comme chef des transmissions au Technical Training Command (en). En juillet, il est placé à la tête d'une école de bombardement et de tir, à Porthcawl. C'est là qu'a lieu l'une de ses actions les plus célèbres lorsque, alors qu'il pilote un Hawker Henley (en) (un remorqueur de cibles d'entraînement ne disposant d'aucun armement) près de Swansea, il attaque un bombardier Junkers Ju 88 avec un pistolet lance-fusées. Ses actions sont suffisantes pour repousser le Junkers, qui retourne à sa base. Le 1er septembre, il est promu à titre provisoire au grade de wing commander. Officiellement, Jones est affecté pour le reste de la guerre à des écoles de pilotage, mais officieusement, il aurait pris part à un certain nombre de missions au-dessus de l'Europe occupée pendant toute la durée de la guerre, aux commandes d'un Spitfire.

### Après-guerre
Une fois revenu définitivement à la vie civile, Jones retourne à St Clears et fait carrière au Département du Travail et des Retraites. Il a tiré trois livres de ses expériences : King of Air Fighters, une biographie d'Edward Mannock, Tiger Squadron, une histoire du No. 74 Squadron, et An Air Fighter's Scrapbook.
« Taffy » Jones est mort le 30 août 1960 après une chute chez lui à Aberaeron, et a été enterré à Cana Chapelyard, près de Bancyfelin (en). Une plaque spéciale lui est dédiée sur le monument au mort de sa ville natale.